# ソールトリガー
『ソールトリガー』（SOL TRIGGER）は、2012年10月4日にイメージエポックより発売されたPlayStation Portable用ソフト。『最後の約束の物語』『ブラック★ロックシューター THE GAME』に続くイメージエポックの「JRPG」レーベルタイトルである。『ブレイドオンライン』にて2012年6月から2013年3月まで吉岡榊作画の漫画版が連載された。

## ストーリー
神機教会からの神の神託の元に『神民』と呼ばれる人々が暮らす国『カイゼルハルド』。一見平和そうな神民の生活は、実は教会が悪しきものとして迫害している『光ノ民』の犠牲によって成り立っていた。『ソール』という『生命の力』を操る光ノ民はその力に目を付けられ自分達の国を滅ぼされ、ソールをカイゼルハルドの生活や軍事に使われるエネルギーとして利用されるためにソールを搾取されるだけの存在として生かされていた。ソール確保のための光ノ民狩りは時代を下るにつれ苛烈さを増し光ノ民の人口は激減し、神政暦740年、この事態に不満を抱いた光ノ民の一部は反体制組織『ソールトリガー』を結成。光ノ民の自由と平等を求めてレジスタンス活動を開始した。今作は約100年前の物語を読むという体裁を取り、神政暦790年の正典からスタートし、神政暦809年の外典へと続く。
今作は正典第5章途中の選択肢により、ストーリの詳細が3つに分岐する。

## 登場人物

### ソールトリガー
光ノ民を神機教会から解放するために組織されたレジスタンス。
ファレル（FAREL）
声：鳥海浩輔
正典の主人公。ソールトリガーのリーダー候補で、本編冒頭にリーダー格のワイルとドネイが命を落としたため、2人の意思を継いでソールトリガーのリーダーとなった。光の民の希望で神殺しの鍵となる「黄金のソール」を宿しているとされるも、自他共にそれが本当であるかがわからないでいる。
仲間を重んじる性格で、仲間のためなら自らの命を投げ出すことも厭わない一面を持つ。
ワイルとドネイが遺した作戦を成功と失敗を繰り返しながら遂行し仲間達の支えもあり、リーダーとして成長していく。その中で守りたいと思う女性も現れ、その女性と契りを交わし、「黄金のソール」を発現することに成功した（この行動で後にラーズが生まれている）。
正典第7章にて、仲間達と「約束の儀式」を行なった後、教会へと攻め込んでフランとイシュトバーンを退けた後、大聖堂にてナハトガルと対面、神ノ居室にて撃破する。しかし、その直後、神機ディオスクロイに襲われて仲間達が次々と消滅し、悲しみと怒りに満たされ、「混沌のソール」を発動させてしまう。そして、リトラーの手によって神を垣間見、ヴァルターが身に付けていたプルメリアをモチーフにしたブローチ型のソール・ノヴァを持ち、神機ディオスクロイに特攻して消滅した。その間際、自分のソールを継ぐ者（息子であるラーズ）に全てを託した。
使用するソールアームはショートソード型。
外典では教会の情報操作により、その行為と結果から教会から『愚者』と呼ばれることになる。第4章にて、ファレルのイノセントである「愚者ファレル」が神刀ザナドゥを捜していたラーズ、クロト、ウィルマの前に現れた。ラーズがザナドゥを握った時、「大切なもの見つける日がきたなら、迷わず、生きろ」というファレルの言葉がラーズだけに聞こえている。
第5章のソールプラントで「愚者ファレル」がラーズ達と激突、ラーズとの一騎討ちでは情が出たラーズを追い詰めるも、ファレルの幻影が現れ、「大切なもの見つける日がきたなら、迷わず、生きろ」という言葉を発し、消えていった。このファレルの幻影とのやり取りでラーズは「黄金のソール」の片鱗を見せた。
ラーズ達が教会に勝利した後、その評価は改められつつある。
ヴァルター（VALTER）
声：杉田智和
ソールトリガーのサブリーダー。25歳。身長178cm。ワイル、ドネイと同じ古株のソールトリガーで、自分が生き残っていることに罪悪感を抱いている。そのため、ファレル以上に死に急ぐような行動を見せることもしばしばある（後にワイルが遺したメッセージから最後の命令を受け、生きることを誓う）。口数は少ないが、豊富な経験と知識を生かしてファレル達を補助するも、任務の上で支障を来たすと判断すればリーダーのファレルですら切り捨てる覚悟と決断力を持っている。かつて、ワイルに命を助けられており、彼のことを「リーダー」と呼ぶなど命の恩人として、リーダーとして慕っていた（但し、ワイルはヴァルターを助けた訳ではなく、多くの作戦の一環に過ぎないと言い、自分を神格化するなと諌言している）。爆死する前のワイルからファレル達を導くように遺言された。
正典の最終盤、神機ディオスクロイによって、ファレルをはじめとする仲間達が戦死、捕虜となる中で自身も倒れながらも唯一、教会からの脱出に成功している（ただし、脱出に関する詳しい描写は一切無い）。
プルメリアをモチーフにした、ブローチ型のソール・ノヴァをマントの止め具として付けている。
使用するソールアームは鎌型。
外典でも引き続き登場。44歳。使用するソールアームはエマと同じリボルバーなどの拳銃型へと代わっている（鎌型のソールアームを扱えるほどの量のソールを持っていないため）。
ソールトリガー壊滅後、19年間教会の動向を見ながら、再起の時を伺っていた。美貌は19年の時を経て増し、チナミ曰く大人の色気が滲み出ている（外典でパーティに加わった後の紹介文には「美貌の銃士」と評されている）。通説では「神を目前にして、己の業に焼かれて消えた」とされ、巷で悪いことがおこると「ヴァルターの呪いだ」などと例える風習もあった。ファレルを失ったことが原因なのか、口数は正典の時より更に減っており、表情も乏しくなっている。教会との決戦後は表情が柔らかくなった。
正典からのソールトリガーのメンバーの中でシリルと共に最後まで生き残った。
エマ（EMA）
声：花澤香菜
正典のヒロインの1人で、ファレルの幼馴染み。ファレルに好意を抱いている。17歳。身長158cm。
ソールトリガーの中でも珍しい、治癒系のソールを使う。手先が器用で料理が上手い。
使用するソールアームはリボルバーなどの拳銃型。
ソフィルートでは神機ディオスクロイの生命ノ砲弾から、ソフィを庇い、消滅、死亡する。
外典ではエマルート（このルートではラーズの母）とフランルートに登場。36歳。教会の情報操作により、癒しと称して生命力を奪い取っていた魔女という烙印を押され、世界二大悪女の一人に数えられている。外典ストーリー中盤にリトラーによって、ナハトガルに代わる新たな代弁者に立てられる。リトラーに捕らわれており、教会に攻め込んできたラーズ達に解放され、教会の大聖堂までラーズ達と行動を共にするが、イシュトバーン敗北後に再び捕らわれて神ノ居室へと入る。そこでナハトガルが慈愛に満ちた人物で神に人間らしさを与えるフィルターであったこと、ファレルのことを今も想っていること、自身の心（強い愛）が自分勝手だが強い愛であること、ラーズへの愛（フランルートではファレルに想いを寄せられて結ばれたフランに対して、「羨ましかった」と呼びかけ、ラーズの母がフランであることを示し、ラーズに対しては「会えてよかった」と呼びかけた）、それらの思いをリトラーが利用したことを告白し、ラーズ達を真神機エクスマキナとそれに融合したリトラーとの決戦に導くために自身のソールを放出して散華し、ラーズに対して、激励の言葉を送り、後を託した。
ソフィ（SOPHIE）
声：小清水亜美
正典のヒロインの1人で、ソールトリガーのメンバーの中でも年長にあたる。17歳。身長158cm。かつて新市街の噴水広場で姉と甘い物を食べていたところを光ノ民狩りに遭い、ワイルに自分一人だけ救出された過去を持つ。何事にも冷めた言動をとるが、作戦に臨む意志が人一倍強い。家事全般が苦手。
使用するソールアームはガトリングガンなどの重機関銃型。
エマルートとフランルートでは神機ディオスクロイの生命ノ砲弾から、エマを庇い、消滅、死亡する。
外典ではソフィルートのみの登場（このルートではラーズの母）。36歳。教会の情報操作により、世界二大悪女の一人に数えられており、絶世の美女だったという噂が流れている。外典ストーリー中盤にリトラーによって、ナハトガルに代わる新たな代弁者に立てられる。リトラーに捕らわれており、教会に攻め込んできたラーズ達に解放され、教会の大聖堂までラーズ達と行動を共にするが、イシュトバーン敗北後に再び捕らわれて神ノ居室へと入る。そこでナハトガルが慈愛に満ちた人物で神に人間らしさを与えるフィルターであったこと、ファレルのことを今も想っていること、自身の心（強い愛）が立派なものではないが強いこと、ラーズへの愛、それらの思いをリトラーが利用したことを告白し、ラーズ達を真神機エクスマキナとそれに融合したリトラーとの決戦に導くために自身のソールを放出して散華し、ラーズに対して、激励の言葉を送り、後を託した。
グスタフ（GUSTAF）
声：三宅健太
ファレルの幼馴染で顔に傷跡を持つ。何かと突っ掛かるも根は優しい熱血漢で、捨てられた猫を拾ってしまう性格を持つ（顔の傷跡はその時、猫に引っ掻かれた時にできた傷だとか）。そんな性格であるため、イノセントの1人から、好意を寄せられているという。
ワイルを心底尊敬していた上に、自分が一番だと思っていたため、ファレルがリーダーになったことに納得できないでいる。
使用するソールアームは斧型。
後にファレルをリーダーと認め、自分がファレルを守ると宣言する。神機教会の神ノ居室にて、ナハトガル撃破後、神機ディオスクロイに真っ先に挑むが、ソールを吸い取られ、「ファレル。あとはまかせた」という言葉を最後に、生命ノ砲弾を浴び、消滅、死亡した。
外典ではソールトリガーの中で最初に神に裁かれた人物とされ、「醜悪で見るに堪えない、徳のない人物だった」と教会から、烙印を押されている。この烙印に対して、イノセント達は強く抗議しているという。
教会解体後は顔に傷跡がある人物がカイゼルハルドの果てにイノセント達と共にいるという噂が流れている。
シリル（CYRIL）
声：悠木碧
9歳という幼さだが驚異的かつ天才的なソールを宿している。無邪気で天真爛漫な性格で、メンバーの中でも非常に感情が豊か。座右の銘は「押してダメなら更に押せ」。
使用するソールアームは幼い身体に似合わず、ハンマーなどの大きなメイス型。
外典では28歳で実質的なヒロイン。幼さを残しながらも可憐に成長している。ソールトリガー壊滅後、リトラーによって眠らされ、ソールの研究材料となっていたが、ラーズ、クロト、ウィルマによって（偶然ではあるが）救出された。後にラーズと結ばれる。
正典からのソールトリガーのメンバーの中でヴァルターと共に最後まで生き残った。
ラーズ（LARS）
声：内山昂輝
ファレルの物語から19年後の物語である外典の主人公。新しいソールトリガーで、クロトとウィルマとは幼馴染。生まれながらにしてソールを宿している。ソールを便利な力程度でしか見ていないようだが、実は日常に味気無さを抱いていた。
実はファレルの息子（母は第5章の選択肢によって、エマ、ソフィ、フランの3人の内の1人に決まる。この選択によって、ラーズの目の色やスキル、ストーリーが変化する）。なお、一切触れられていないがフランルートではイシュトバーンとは義理の祖父と孫の関係となる。
後にシリルと結ばれる。
使用するソールアームは、ファレルと同じショートソード型。
クロト（KLOTHO）
声：鈴村健一
ラーズ、ウィルマの幼馴染。楽観主義で楽しいこと好きで目立ちたがり屋。普段は1日の半分は寝ているらしい。ウィルマに好意を抱いているも、あと一歩踏み出せないでいる。後にウィルマとは両想いであることが発覚し、恋人同士となる。
使用するソールアームは、グスタフと同じ斧型。斧を使うのは単純にかっこいいからという理由から。
ウィルマ（WILMA）
声：早見沙織
ラーズ、クロトの幼馴染。何事もそつなくこなし、家事全般を得意とする。何かと突っ走る男二人を止められる貴重なブレーキ役。実はクロトに好意を寄せており、後に恋人同士となる。
使用するソールアームは、ソフィのものよりも小さい重機関銃型。
チナミ
声：永田依子
ソールトリガーの輜重部隊である物資搬送兼武器開発班「ルージュ」の隊長。縁無しの丸めがねを掛けており、関西弁で喋る。
ワイル
声：鈴村健一
ファレルがリーダーになる前のソールトリガーのリーダー。31歳。ファレルが「黄金のソール」の持ち主と考え、彼を次期リーダーに任命する。
ドネイと共に、光の民のソールを回復させるリカバリープールを開発し、「黄金のソール」の調査を行うなど、常に仲間のことを考えていた。
本編冒頭で、飛行空母ロシュ・クリルを無力化する作戦の遂行中に爆死する。死後、ヴァルターとシリルはワイルが遺した日記や映像を発見し、「黄金のソール」の詳細を知ることとなった。
外典では教会の情報操作によってファレル達の師やこの世の悪の根源とされ、神民の中にはその名を口にすることだけでも汚らわしいとされていた。しかし、教会解体後、彼の評価は他のソールトリガーと同様、改められつつある。
登場したソールトリガーのメンバーの中で最初の死亡者である。
ドネイ
声：内山昂輝
ワイル、ヴァルターと同じ、古株のソールトリガー。33歳。ヴァルターと同じく、プルメリアをモチーフにした、ブローチ型のソール・ノヴァをマントの止め具として付けている。
本編冒頭でファレルたちを脱出させるために単身でイシュトバーンに戦いを挑み、最後はソール・ノヴァでイシュトバーンとの心中を図り、死亡する。死後、生前ワイルと共に「黄金のソール」について調査をしていたことが判明する。
外典では教会の情報操作により、ワイルの口車に乗せられて、ソールを捧げたとされている。プルメリアをモチーフにした、ブローチ型のソール・ノヴァを身に付けていたことから、「不憫な男」とされている（プルメリアの花言葉とされたため）。教会解体後はそこに「勝ち取った自由」が加えられた。
ノイ
声：遊佐浩二
神民でありながらソールトリガーに協力する二重スパイ。神機教会とソールトリガー・光ノ民との和平を目指すもリトラーの策略によって、教会に襲撃され、大怪我を負ったところをファレルらに救助されて一命を取り留める。ソールトリガーにとっては貴重な情報源。
外典ではラーズ達3人組を報酬を餌に使い走りにしている。ソールトリガー再結成後は正典と同じく、貴重な情報源であり続け、作戦を立案したり、通信を通して、ラーズ達をバックアップした。リトラーとの最終決戦後、ソールトリガー達と神機教会の戦いの軌跡を書き残そうとしている。
なお、前述の通り今作は約100年前の物語を読むという体裁を取っている為、ノイが書き残した記録を読み進める形で進行しているものと思われる（正典から外典へ物語を切り替える際、ある部屋でソールトリガー達の物語を読んでいる描写が示唆されている）。

### 神機教会
光ノ民が生み出すエネルギー"ソール"を手に入れるために、圧倒的な科学力をもってして光ノ民を捕らえ支配している組織。
イシュトバーン（ISTVAN）
声：大塚明夫
教会の執行官の1人で軍事部門の指揮官。治安維持のためにソールトリガー狩りに尽力しているファレル達の宿敵。フランの養父。リトラーとは思想が異なり、彼女のことを「女狐」と陰口を叩いており、信用していない。旧市街の出身で希望の無い子などが死んでいくのを何度も目撃したことや空母ロシュ・クリルを使い、リトラーを暗殺しようとしたがソールトリガーがロシュ・クリルを堕としてしまったため、失敗に終わったことが外典でフランの口から語られている。
大剣ディアスランガから繰り出す強力な技で戦う。絶望がきっかけになって発動する『混沌のソール』を使っている。
正典終盤では、復活したロシュ・クリルを囮に使い、配下の兵がソールトリガーの拠点を陥落させる。教会の控ノ間にて、ファレル達と交戦するが敗れ、フランに抱えられ、逃亡、フランにかけていた暗示を解除し、消息不明となった。
外典ではリトラーによって洗脳装置をつけられて自我を失い、部下であるフランすら認識できなくなっており、リトラーの手先として、復活したソールトリガーと何度も交戦した。最期は教会の大聖堂にて、ラーズ達に敗れ、自我を取り戻し、大剣ディアスランガを自身に胸に突き刺し、フランに生きるように諭し、彼女に看取られ息絶える。
なお、一切触れられていないがフランルートでは、ラーズとは義理の祖父と孫の関係にあたる（養女フランがラーズの母である為）。
リトラー（LITTLER）
声：沢城みゆき
教会の執行官の1人で化学技術開発に携わる。文官だが教会の軍事技術全てを統括している。いわゆるマッドサイエンティストで、ソールを原動力とした機械の開発とソールの研究に余念が無い。裏で密かに動かれることを嫌う。年齢不詳で神でも知らないらしい。彼女がマキナのプロトタイプを発掘したのが現在の教会の技術の発端で大剣ディアスランガを作ったのも彼女である。
正典ではナハトガルの後ろに付き従い、表向きは大胆な行動を控えていたが、ノイの「光ノ民と神民の共存」という思想に付け込み、利用してソールトリガーの情報を収集し、情報収集がある程度済んだ後は口封じの為にノイを暗殺しようとするなど、前述の通り、裏で誰かが密かに動かれることを嫌う性格である反面、自身は裏で暗躍していた。イシュトバーンに暗殺されかけたが、ソールトリガー達がロシュ・クリルを堕としたことで難を逃れている。正典最終盤のナハトガル撃破後の通信モニター越しでのファレル達との会話で「（義鋼体であるナハトガル）の調整が私の仕事」という発言、外典での「神の代弁者は私なしでは生きていけない」という発言から、身体のほとんどが義鋼体であるナハトガルの調整を行なっていたと思われる。正典の最終盤にはナハトガルを撃破したファレル達を神機ディオスクロイに襲わせてグスタフ、ファレルを討ち取り（更にエマルートとフランルートではソフィ、ソフィルートではエマを討ち取っている）、シリル、エマ（またはソフィ）を捕らえ、ヴァルターを教会からの脱出と逃亡に追い込み、ソールトリガーを一時的に壊滅状態に陥らせ、19年間沈黙させた。
外典ではナハトガルが死亡したため、イシュトバーンに洗脳装置をつけて、手先とし、教会の全実権を握っている。また、シリルを眠らせて、ソールの研究材料にし、エマ（またはソフィ）を手元に置き、その心（強い愛）を神の良心として利用して、ソールの研究を完成させようとしていた（また、神と直結しうるソールの持ち主と見越して、エマ（またはソフィ）を捕らえていた側面もある）。ラーズ達と邂逅した時に、ラーズの父親がファレルであることを明かしたことから、ラーズの存在を認識していた模様。
実は彼女も光ノ民であり、ソールという便利な物を持ちながら、活用しようとしない光ノ民が不思議で仕方がなかったという彼女の心中が明かされている。彼女の最終目的は「黄金のソール」を手に入れて、かつて光ノ民の祖先が住んでいた国ユグドラを復活させることである。
外典ストーリー中盤、ソールトリガーの拠点に通信で接触し、神託広場に呼び寄せ、新たなる代弁者（エマルートとフランルートではエマ、ソフィルートではソフィ）を立てたことを認識させ、ラーズ達を牽制する。
教会内に攻め込んできたラーズ達に対して、新たなる代弁者（エマまたはソフィ）を奪取された後、神機ディオスクロイやイシュトバーンを使い、殲滅を図るが撃破され、再度、新たなる代弁者を奪還し、神ノ居室へと入り、自分の思想に理解を示さないラーズ達に苛立った後、真神機エクスマキナと融合、エマ（またはソフィ）の散華によって導かれたラーズ達の前に立ち塞がり、最終決戦を繰り広げるが、敗北。彼女の死により、神機教会は解体された。
外典かつストーリー全体を締めくくる真の最終ボスである。
フラン（FRAN）
声：斎藤千和
正典のヒロインの1人。半分機械となっている軍事部門の尖兵の少女。イシュトバーンを「閣下」と呼び慕い、彼の命令に忠実に従う。しかし、普段は見た目相応の心優しい物静かな少女で、半分機械（『義鋼体』）である自分を冷たく見る周囲を嫌っている。『義鋼体』のテストで集められた光ノ民の唯一の生き残りで、当初はイシュトバーンにも敵意を向けていたが、彼がリトラーを快く思っていないことや自分達が間違っていることを認めていることを知り、彼の養女となり、忠誠を誓った。
フランルートでは半分機械と知っても話かけてきたファレルに好意を抱いて、契りを結び、教会に反旗を翻した。そして、ラーズの母となった。
外典ではどのルートでも義鋼体の中に埋め込まれている装置を解除して失踪したイシュトバーンの真意を探るため、ソールトリガーに属している。
ジャマダハル型の両手武器で戦闘を行う。ちなみにフランという名前は養父でもあるイシュトバーンがつけたものである。
ナハトガル
声：大塚周夫
教会の「神の代弁者」。自身が聞いた神の声を神託として神民に伝えている。
ちなみに、カイゼルハルドそのものが彼の神託で動いているため、彼の言葉1つで国が動いている。
その正体はフランと同じ機械と生命体が混じった『義鋼体』。ただし、かなり古いタイプなので体のほとんどが機械でできている。神の口であると同時に耳でもあったため、彼を倒したことによってファレル達は神の手先である神機ディオスクロイに襲われることとなった。それによりソールトリガーは一時的に壊滅、主要メンバーを失ったことにより19年間沈黙を余儀なくされた。カイゼルハルド自体も代弁者ナハトガルを失ったことにより混乱と暗黒の時代を迎えることとなった（神の沈黙）。正典のおける最終ボスで神機教会の主要人物では最初の死亡者である。
外典ではナハトガルの後釜として立てられたエマ（ルートによってはソフィ）から、大昔の世界に神が生まれた時は慈愛に満ちた人物であったことが語られた（エマまたはソフィ）自身はリトラーからそのことを教えられたことを告白している）。エマ（またはソフィ）曰く、ナハトガルの愛が神に人間らしさを与えるフィルターだったという。

## 用語
カイゼルハルド
本作の舞台となる都市国家。神機教会からの神の神託の元に『神民』と呼ばれる人々が暮らしている。かつては何も無い荒地だったか、光ノ民への搾取・弾圧によって得たソールを生活や軍事に使われるエネルギーとして利用して繁栄していた。
ソールトリガー
光ノ民を教会の圧政から解放する為に神政暦740年に光ノ民の一部が武装蜂起して結成されたレジスタンス。メンバーはソールという力を駆使して戦い、正典では9歳から33歳までという幅広い年齢層から構成されている。結成から半世紀、教会と一進一退の戦いを続け、神政暦790年に当時のリーダーであるワイルが教会と戦う為に立てた「作戦」の下、ファレルがリーダーとなり、教会と戦いを続け、遂に教会に攻め込む（神の沈黙）。しかし、リトラーと神機ディオスクロイにファレル達が敗北、市中に潜む光ノ民も捕らわれの身となり、一旦は壊滅する。
壊滅から19年後の神政暦809年、ファレルの息子であるラーズがリーダーとなり、復活。この19年の間にもチナミを隊長とするルージュやノイによって、イシュトバーン配下の兵によって、半壊した拠点の修復、教会の情報収集など、再起の時を見越しての裏活動が行なわれていた（ノイがラーズ、クロト、ウィルマを育てたのもその一環）。19年前の生き残りであるヴァルターとシリル、そして、教会の元執行官フランがメンバーに加わった。19年前の続きとして、神機蔽への侵入による教会の戦力確認や神刀ザナドゥの確保など、下準備を行なった後、先にリトラーに宣戦布告される形となりながらも教会へ再び攻め込む。神啼ノ間にて、19年前にファレル達を壊滅させた神機ディオスクロイを撃破し、ナハトガルの後釜として、神の代弁者となっていたエマ（又はソフィ）を解放することに成功、エマ（又はソフィ）と共に大聖堂へと入り、イシュトバーンと対峙、撃破するがエマ（又はソフィ）をリトラーに奪還されてしまう。神ノ居室にて、エマ（又はソフィ）の散華を見届けた後、神（実際は機械）と融合したリトラーと最終決戦を繰り広げ、勝利し、教会を解体へと追い込み、結成から約70年に渡る戦いに終止符を打った。
作戦
ワイルが教会と戦う為に立てた作戦。以下の5段階で構成されている。
- フェイズ1 - 空母ロシュ・クリルの破壊
- フェイズ2 - 光ノ民の救出
- フェイズ3 - 神機蔽への侵入、及び破壊
- フェイズ4 - 決戦
- フェイズ5 - 勝利宣言

フェイズ1はワイルの爆死により成功。フェイズ2では光ノ民の救出には成功したが、イシュトバーンと自爆を図った光ノ民2人が犠牲になってしまい、全員を助け出す事はできなかった。フェイズ3では神機蔽の最深部まで侵入し、破壊した。復活したロシュ・クリルを撃沈させた後、フェイズ4へと移行し、教会へ攻め込む。フランとイシュトバーン、ナハトガルを撃破したが、神機ディオスクロイによって、グスタフとソフィ（又はエマ）、ファレルが討ち取られ、エマ（又はソフィ）とシリルはリトラーに捕らわれてしまった。なお、一切描写は無いが、ヴァルターは脱出に成功し、逃亡している。市中に潜む光ノ民も捕らわれの身となり、ソールトリガーは一時的に壊滅、フェイズ5への移行はならず、作戦は失敗に終わった。ソールトリガーが教会に勝利するのはこの作戦失敗から19年後の事となる。
神機教会
カイゼルハルドを支配している組織。
頂点に『神』が存在するとされている。組織のメンバーはその他に『神の代弁者』であるナハトガル、『執行官』であるリトラー、イシュトバーン、フランがいる。さらにその配下として、神機兵が多数存在する。ナハトガルは『神』の神託を『神民』に伝える役割を持つ。
光ノ民を搾取・弾圧する事によって得たソールを生活や軍事に使われるエネルギーとして利用し、カイゼルハルドに繁栄をもたらしていたが、神政暦740年にソールトリガーが結成され、レジスタンス活動が開始されて以降は一進一退の攻防を繰り広げている。
神政暦790年（正典の時代）に空母ロシュ・クリルの破壊を切っ掛けとして、ファレル達と随所で攻防を繰り広げたが、イシュトバーンがワイルとドネイを死に至らしめ、光ノ民と神民の共存を望んでいたノイにリトラーが接触して騙すことでソールトリガー内部で練られていた作戦内容を把握、ロシュ・クリルを囮とし、ソールトリガーの拠点をイシュトバーン配下の兵が攻め落とすなど、武力と謀略を織り交ぜながら終始優勢を保った。しかし、その裏ではイシュトバーンが空母ロシュ・クリルを使って思想が異なるリトラーを謀殺して排除しようと計画していたことが外典にて明かされ、正典の時代の描写でも双方思想が異なるイシュトバーンとリトラーが全く歩み寄りを見せずに対立し（フランはイシュトバーンの養女である為、イシュトバーン側）、イシュトバーンがリトラーのことを「女狐」と陰口を叩き、リトラーの方もイシュトバーンを陰で嘲り、別の場面では抗弁しようとしたフランに対しても「クズ鉄」と直接罵倒して貶すなど、歪な人間関係が構築されており決して一枚岩ではなく、内部分裂の様相を呈していた。神機教会は自組織内での相互不信と内部抗争に明け暮れて、敵対勢力のソールトリガーを含めた事実上の三つ巴（ソールトリガー、イシュトバーンとフラン、リトラーの三勢力）を展開していたという側面もある。
最終的に教会内部まで攻め込まれ、イシュトバーンとフラン、ナハトガルが撃破されるものの、ナハトガルが実際はリトラーによって調整されていた機械であった事を明かした後、リトラーが神機ディオスクロイを用い、グスタフとファレル、エマ（又はソフィ）を討ち取り、シリルを捕縛、ヴァルターを逃亡させ、市中に潜む光ノ民を捕らえ、ソールトリガーを一時的に壊滅に追い込んだ（神の沈黙）。
神政暦809年（外典の時代）ではナハトガル亡き後、フランが離脱してソールトリガーに加入、イシュトバーンを洗脳し配下としたリトラーが事実上の実権を握り、いわゆる独裁者としてカイゼルハルドを支配している。ソールトリガーが一時的に壊滅した後の19年間にリトラーの支配は強化されているが、ナハトガルの消滅により生じた混乱を収拾できてはおらず、外典のプロローグでは神機兵が巡回警備を行い、『神民』が神機兵から隠れている様子と神機兵が民を銃殺している様子が描かれ、苛烈な支配がなされている模様。また、ファレルを『愚者』と貶めるなどのプロパガンダも用いていた。それ故に一部の『神民』の間にはその支配に疑問を持っている人々も密かにいるようで、ソールトリガーの協力者になった者もいる。
また、19年の間に『キメラ』やロシュ・クリルの後継機である『ロシュ・パラーチ』を開発し、軍備の増強にも尽力していた。これらの事により、正典の時代では事実上の三つ巴の様相を呈していた構造とは異なり、外典では「ラーズ率いるソールトリガー」と「独裁者として実権を握っている神機教会のリトラー」という二つの勢力の対立がより明確に際立っている。
ラーズ達が加わり、復活したソールトリガーと水面下での攻防を随所で繰り広げた。
外典ストーリー中盤、リトラーがソールトリガーの拠点に通信で接触して、『神託広場』にラーズ達を呼び寄せ、『神民』達にもナハトガルに代わる新たなる代弁者（エマ又はソフィ）を立てた事を宣言し、ラーズ達に教会へ攻め込むように誘い、事実上の宣戦布告を行った。
外典ストーリー終盤、神啼ノ間まで攻め込んできたラーズ達の前に19年前にファレル達を壊滅させた神機ディオスクロイを再び投入し、殲滅を図るが失敗し、エマ（又はソフィ）の解放を許す。大聖堂にて、イシュトバーンも撃破されるが、エマ（又はソフィ）を奪還する。
神ノ居室にて、エマ（又はソフィ）の散華を見届けた後のラーズ達の前に『神』が姿を現すが、その正体はリトラーに作られた機械であった。機械と融合したリトラーはラーズ達と最終決戦を繰り広げるが死闘の末に敗北、教会の建物も崩壊し、名実ともに神機教会は解体された。
神の沈黙
神政暦790年にソールトリガーが教会に攻め込み、教会側が迎え撃った事件。結果、この事件でソールトリガーは敗北し一時壊滅状態に陥ったが、勝利した教会側も神の代弁者であるナハトガルを失った。代わりにリトラーがイシュトバーンを洗脳して手駒とし、教会の全実権を神政暦809年まで握った。また、カイゼルハルドは混乱の原因であったソールトリガーが壊滅したことにより平和と安定を取り戻すはずであったが、逆にナハトガルを失った事により、混乱と不寛容、暗黒の時代を迎え、再び安定を取り戻すまでには再結成されたソールトリガーが教会に最終的な勝利を収めることになる19年後のラーズ達の到来まで待たなければならなかった。

## スタッフ
- キャラクターデザイン：曽我部修司
- シナリオ：野島一成
- アニメーションパート制作：J.C.STAFF